# Fédération des Verts africains
La Fédération des Verts africains (FEVA) est une fédération de partis verts en Afrique. Ses homologues des autres continents incluent la Fédération des partis verts des Amériques, la Fédération des Verts d'Asie et du Pacifique et le Parti vert européen. La FEVA est donc une des quatre associations qui constituent Les Verts mondiaux (Global Greens).

## Histoire
En 2010 la fédération est créée et Saraha Georget Rabeharisoa en devient la vice-présidente à l’issue du sommet des Verts africains à Kampala en Ouganda. Elle est reconduite dans ses fonctions lors du sommet de 2012 à Dakar, Sénégal.

## Partis membres
- Afrique du Sud : Parti vert d'Afrique du Sud (Green Party of South Africa)
- Bénin : Les Verts du Bénin
- Burkina Faso : Rassemblement des écologistes du Burkina Faso
- Cameroun : Défense de l’environnement camerounais (DEC)[2]
- Côte d'Ivoire : Parti écologique ivoirien (PEI)
- Guinée : Parti des écologistes guinéens
- Guinée-Bissau : Ligue guinéaise de protection écologique (Liga Guineense de Protecçao Ecologica)
- Kenya : Parti vert Mazingir
- Mali : Parti écologiste du Mali
- Maurice : Mouvement républicain - la Voie verte
- Maroc : Parti national des verts pour le développement, fondé en 1992.
- Niger : Rassemblement pour un Sahel vert
- Nigeria : Parti vert du Nigéria
- Sénégal : Rassemblement des écologistes du Sénégal - Les Verts
- Somalie : Parti vert de Somalie
- Tchad : Union des écologistes tchadiens

## Autres observateurs et non-membres africains
- Afrique du Sud
  - Parti ECOPEACE
- Algérie :
  - Parti écologie et liberté
- Angola :
  - Parti national-écologique d'Angola (National Ecological Party of Angola)
- Burkina Faso :
  - Parti écologiste pour le développement du Burkin
  - Parti écologiste pour le progrès
  - Union des Verts pour le développement du Burkina Faso
- Cameroun :
  - Parti vert pour la démocratie au Cameroun
  - Rassemblement des forces écologiques pour la stimulation de l'économie
  - Union des écologistes du Cameroun
- Côte d'Ivoire :
  - Parti écologique des Verts de Côte d'Ivoire
- Égypte :
  - Parti vert d'Égypte
- Gabon :
  - Front écologiste gabonais
- Maurice (pays) :
  - Frères Verts
  - Les Verts
- Madagascar :
  - Parti vert Hasin'i Madagasikara
  - Union nationale pour la démocratie et le développement
- Maroc :
  - Izigzawen
  - Écologie et développement
  - Parti de l'environnement et du développement durable
- Mozambique
  - Parti des verts du Mozambique (Partido dos Verdes de Moçambique)
- Niger :
  - Rassemblement des Verts-Ni'ima
- République centrafricaine :
  - Mouvement des Verts de Centrafrique
- République du Congo :
  - Mouvement des Verts du Congo
- République démocratique du Congo :
  - Alliance des écologistes congolais - Les Verts
  - Parti des écologistes congolais
- Rwanda :
  - Parti vert démocratique du Rwanda
- Sénégal :
  - Parti africain écologiste du Sénégal
- Soudan :
  - Parti vert du Soudan
- Togo :
  - Parti écologiste pan-africain (Pan-African Ecologist Party)
- Tunisie :
  - Parti des verts pour le progrès
  - Tunisie verte
- Ouganda :
  - Parti vert ougandais (Uganda Green Party)
- Zambie :
  - Parti vert-libéral de Zambie (Liberal Green Party of Zambia)

## Partis africains écologistes non membres de la FEVA
- Côte d'Ivoire : Mouvement écologique ivoirien, fondé en 2003 par Désiré-Jean Sikely.
- Maroc : Parti de la gauche verte (PGV), fondé en 2010.
- République démocratique du Congo : Alliance des paysans et écologistes.

```
  Mouvement Progressiste Ecologiste (MPE), fondé en 2020
```

- Sao Tomé-et-Principe : Mouvement social-démocrate – Parti vert de Sao Tomé-et-Principe, fondé en 2017.
- Sénégal : Rassemblement pour l'écologie et la République (RPER), fondé en 2005.
- Tchad : Parti écologiste tchadien Mouvement le Peuple (Mp-Verts), fondé en 2020.